# Belmont (Wilno)
Belmont (lit. Belmontas) – część Wilna, na Rossie, na prawym brzegu Wilejki, na wschód od Zarzecza; park.